# جکی اسلک
جکی اسلک (انگلیسی: Jackie Slack؛ زادهٔ ۲۵ ژوئیهٔ ۱۹۵۹) بازیکن سابق فوتبال اهل انگلستان است که در پست دفاع چپ برای تیم ملی فوتبال زنان انگلیس ۳۲ بازی کرد و یک گل به ثمر رساند. او در ترکیب تیم در مسابقات اروپایی برای فوتبال زنان ۱۹۸۷ بود.